# Ingérences russes dans l'élection présidentielle américaine de 2016
Pour un article plus général, voir Élection présidentielle américaine de 2016.
Les ingérences de la Russie dans les élections américaines de 2016 sont rendues publiques dès octobre 2016 par la communauté du renseignement des États-Unis, avant le vote des citoyens américains qui s'est déroulé en novembre 2016. En décembre 2016, le gouvernement américain accuse le gouvernement russe de s'être immiscé dans les élections présidentielles, donnant naissance à l'affaire du Russiagate et effectue à l'encontre de la Russie les représailles diplomatiques les plus importantes depuis la guerre froide.
Le 7 octobre 2016, le cabinet du directeur du renseignement national (DNI), qui représente dix-sept services de renseignement, déclare dans une lettre commune avec le département de la Sécurité intérieure (DHS), que la Russie interfère dans l'élection présidentielle américaine de 2016. Le DNI et le DHS déclarent que la communauté du renseignement considère comme probable que la Russie ait commandité le piratage des ordinateurs du Comité national démocrate (DNC) et la publication de documents confidentiels. Selon le rapport, ces agissements auraient été menés dans le but de peser sur les résultats de l'élection présidentielle,,. La Russie nie son implication.
De hauts dirigeants ainsi que les services de renseignement américains ont déclaré considérer comme fiables les indices selon lesquels la Russie a aidé WikiLeaks à obtenir les courriels qui ont fuité de la DNC et du directeur de campagne de Clinton, John Podesta, pour peser sur l'élection et faire élire Donald Trump,,. Un officiel américain a décrit comme consensuelles les conclusions des différentes agences, fondées sur un faisceau de preuves circonstancielles remontant à avant les élections. Wikileaks dément que les documents du Parti démocrate qu'il a divulgués proviennent des Russes.
Par ailleurs, les soupçons d'ingérence portent également sur une offensive massive sur les réseaux sociaux à l'aide de « fermes de trolls » multipliant les comptes pour diffuser une propagande pro-Trump et discréditer Hillary Clinton, à travers fausses nouvelles et autres techniques.
En 2019, l'enquête du procureur spécial Robert Mueller confirme que l'« État russe s'est immiscé dans l'élection présidentielle de 2016 d'une façon systématique » mais indique que son enquête n’a pas recueilli de preuves suffisantes pour établir une « collusion » entre la Russie et l'équipe de Donald Trump.
En 2022, l'existence d'ingérence russes dans les élections américaines est admise par Evgueni Prigojine, homme d'affaires russe proche de Vladimir Poutine et fondateur de l'Internet Research Agency et du Groupe Wagner.

## Chronologie
- Avril 2016 : les responsables du parti démocrate découvrent des logiciels malveillants sur leurs ordinateurs. Ils font appel à la société de sécurité informatique CrowdStrike, qui détecte alors sur leur réseau informatique des traces laissées par deux groupes de hackers connus pour leurs liens avec le gouvernement russe[13].
- 14 juin 2016 : le parti démocrate reconnaît publiquement avoir été piraté[13] et The Washington Post relaie que des hackers liés au pouvoir russe se sont infiltrés dans le réseau du Comité national démocrate (DNC)[14].
- 22 juillet 2016 : WikiLeaks publie une première série d'emails[15],[16].
- 24 juillet 2016 : Robby Mook accuse le site WikiLeaks d’avoir révélé des documents « fournis par les Russes pour aider Donald Trump »[17].
- Dès août 2016, la CIA avertit le président Barack Obama que les piratages du Parti démocrate ont été ordonnés par Vladimir Poutine dans le but de nuire à Hillary Clinton et d’aider Donald Trump[18].
- 4 août 2016 : le patron de la CIA, John O. Brennan, avertit le patron du FSB, Alexandre Bortnikov[18].
- 5 septembre 2016 : Hillary Clinton dénonce Donald Trump comme le commanditaire du piratage informatique, déclarant « Donald Trump a demandé aux Russes de me pirater. Il s'est souvent aligné sur ce qui constitue la ligne politique du Kremlin. Il est troublant de voir un candidat à la présidence aussi inconscient de l'impact de ses propres mots[19]. »
- 7 octobre 2016 : les 17 agences américaines de renseignement affirment que le piratage a été organisé à partir de la Russie.
- 11 octobre 2016 : troisième série d’e-mails publiée par Wikileaks[20].
- 9 décembre 2016 : The Washington Post rapporte que l'agence du renseignement intérieur « a identifié des individus, ayant des connexions avec le gouvernement russe, qui ont transmis à Wikileaks des milliers d'e-mails hackés du parti démocrate et du directeur de campagne d'Hillary Clinton[21]. »
- 29 décembre 2016 : le FBI et le département de la Sécurité intérieure (DHS) publient un document démontrant techniquement l’implication de la Russie dans les piratages des serveurs du Parti démocrate.
- 6 janvier 2017 : le FBI, la CIA et la NSA publient un rapport commun sur le piratage russe.
- Le 2 juin 2017, Reality Winner est arrêtée, soupçonnée d'avoir livré des informations sur la fuite à The Intercept[22].
- Le 29 novembre 2017, alors que Donald Trump nie toujours avoir été en contact avec les Russes pendant sa campagne électorale, son ancien avocat Michael Cohen avoue avoir menti au Congrès sur un projet immobilier en Russie qui impliquerait le conglomérat de Donald Trump[23],[24].

## Moyens

### Les trolls

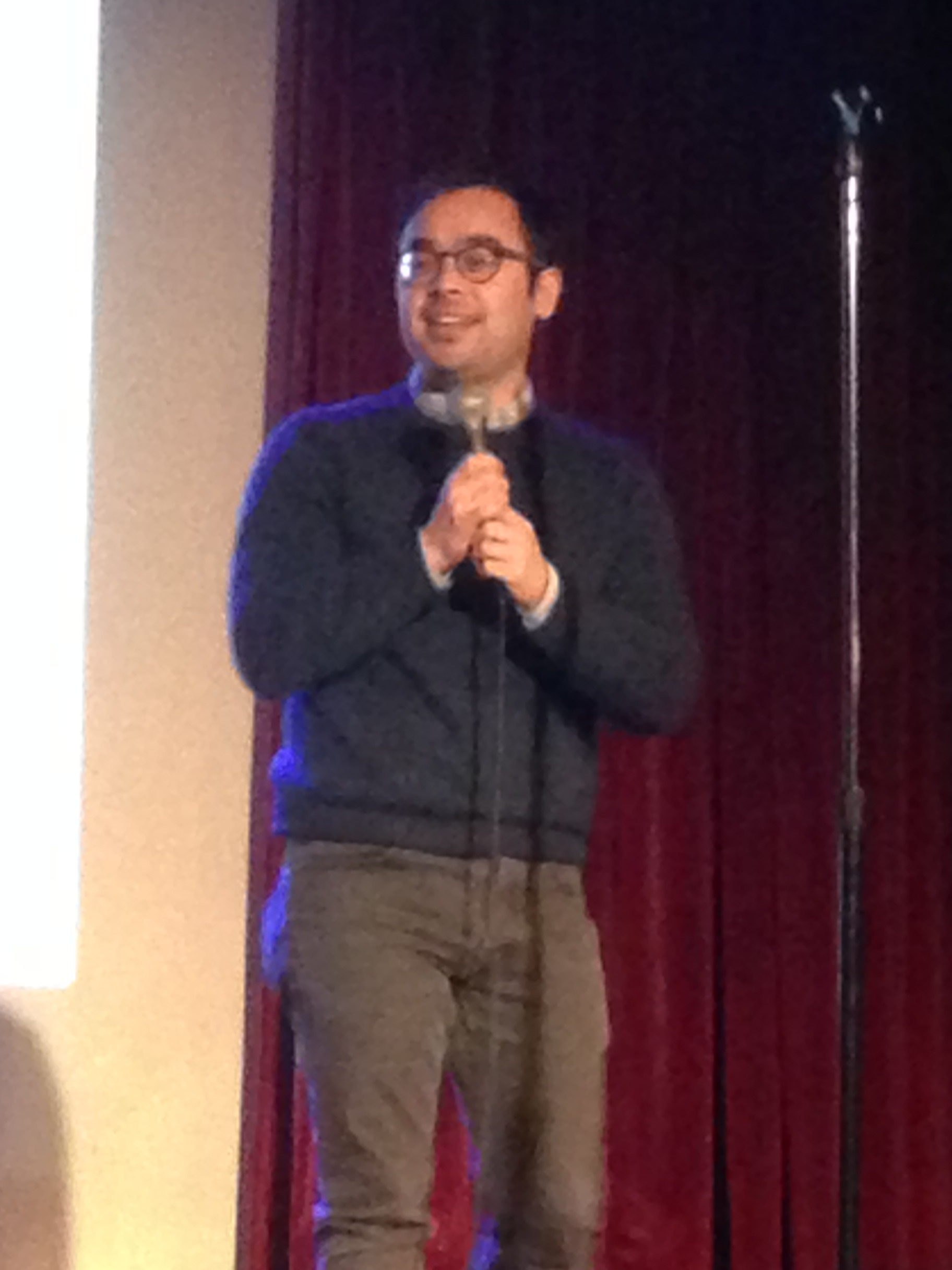
Vers la fin de l'année 2015, Adrian Chen remarque que des comptes pro-russes se mettent à soutenir Trump.

Une usine à trolls de propagande russe est localisée à Saint-Pétersbourg.

À partir de l'automne 2014, Adrian Chen (en) du New Yorker enquête durant six mois sur la propagande russe en ligne menée par une « usine à trolls » de 400 personnes basée à Saint-Pétersbourg fondée, selon les médias russes, par Evgueni Prigojine, oligarque russe allié de Poutine, et qui se fait appeler Internet Research Agency. Le terme usine à trolls qualifie une entreprise de propagande qui contrôle de nombreux comptes utilisateurs en ligne dans le but de simuler des mouvements de masse,. Selon Adrian Chen, l'usage de trolls sur Internet est une tactique développée par le gouvernement russe depuis 2011, une époque où il tentait de contrer d'énormes manifestations anti-Poutine sur les médias sociaux (contestation des élections législatives russes de 2011). Adrian Chen recueille les témoignages de militants russes de l'opposition, qui estiment que la tactique gouvernementale vise à détruire la possibilité qu'internet devienne un espace démocratique, d'une part en le submergeant d'informations fausses semant la paranoïa, et d'autre part en créant une atmosphère haineuse et irrespirable repoussant les gens « normaux ». Vers la fin de l'année 2015, Adrian Chen observe sur les réseaux sociaux que des comptes russes de Internet Research Agency se mettent à soutenir Donald Trump lors de la campagne pour l'élection présidentielle américaine.
En novembre 2016, The Guardian signale que beaucoup des soutiens de Donald Trump les plus fervents sur Internet étaient en réalité des propagandistes russes salariés. L'article estime à plusieurs milliers le nombre de trolls impliqués dans cette opération. Toujours en novembre 2016, BuzzFeed News affirme que « des trolls professionnels, soutenus par l'État russe, ont admis avoir créé et diffusé des articles de fausses nouvelles qui renforcent Trump et dénoncent Hillary ». L'entreprise de sécurité informatique FireEye (sous contrat avec le Parti démocrate) conclut que la Russie utilise les médias sociaux comme une arme en vue d'influencer l'élection américaine.
D'après Jeune Afrique, l'ingérence russe pendant les élections présidentielles a été une étape importante dans la massification sur internet de la propagande via des fake news. Selon le magazine, les trolls russes créaient des comptes appartenant à de faux américains, comme celui de Melvin Redick démasqué par le New York Times, dont la photo était celle d'un commerçant brésilien, et qui vilipendait sans cesse Hillary Clinton. Les trolls russes soutenaient que Hillary Clinton et les démocrates avaient une politique laxiste envers les islamistes : ils diffusaient par exemple une vidéo prétendant que l'état du Michigan autorisait les prestations sociales pour les musulmans ayant quatre femmes, ou bien encore une photo d'un vétéran américain SDF au visage défait tandis que légende de la photo déclarait que le parti démocrate désirait accueillir 620 000 réfugiés aux États-Unis. Jeune Afrique rapporte le résultat d'une étude américaine publiée en décembre 2016, selon laquelle « 64 % des Américains ont eu le sentiment que ces fake news avaient semé une grande confusion dans leur esprit pendant la campagne ». Les dirigeants de Facebook ont déclaré devant le Sénat américain que l'Internet Research Agency a partagé 80 000 messages sur Facebook entre juin 2015 et août 2017, qui ont atteint 126 millions d'américains, soit plus de la moitié du corps électoral. Et selon les dirigeants de Twitter, plus de 36 000 comptes automatisés et sous contrôle russe « ont publié 1,4 million de tweets relatifs à l’élection, vus 288 millions de fois entre le 1er septembre et le 15 novembre 2016 ».
Mathew Ingram du magazine Fortune, déclare que « relier des centaines de comptes Twitter à un dark Web d’agents contrôlés par les Russes, avec une liste de sites créée à la va-vite, ressemble plus à une théorie du complot qu’à une analyse scientifique du problème ».
De plus, Donald Trump était soutenu par la Trump's Troll Army, un groupe d'internautes favorables à Donald Trump, qu’ils appellent le Dieu-Empereur, dans le but de le faire élire, en trollant Hillary Clinton, harcelant ses détracteurs, piratant des lignes téléphoniques utilisées par les Démocrates et créant de puissants mèmes, durant l'élection présidentielle américaine de 2016.
Selon le Washington Post, le site d'information et d'opinion de gauche CounterPunch a été victime d'un « fantassin de l'armée de trolls dirigée par le Kremlin », qui s'est infiltré parmi les rédacteurs en se présentant comme un journaliste indépendant débutant et a d'abord publié au moins 10 articles non politiques. Puis, à l'approche des élections présidentielles de 2016, le « troll » a peu à peu tenu un discours de mécontentement à l'encontre d'Hillary Clinton et a fait une publicité racoleuse pour WikiLeaks, considéré par les responsables américains comme un véhicule de l'influence russe sur les élections présidentielles américaines. Le Washington Post rapporte que le « troll » déclare notamment que l'on ne peut dénier l'authenticité des emails volés au parti démocrate, et que pourtant pratiquement personne n'en analyse le contenu qui met à nu Hillary Clinton.
Une enquête interne de Facebook a découvert que 470 comptes « vraisemblablement opérés à partir de la Russie » ont dépensé au total près de 100 000 dollars entre juin 2015 et mai 2017 pour publier 3000 annonces qui «portaient sur des sujets comme les droits des LGBT, les questions raciales ou le port d’armes»,.  Le journal Le Monde indique que « l’impact réel de ces campagnes publicitaires reste cependant sujet à caution. Si les différentes publicités ont été « vues » par plusieurs millions d’Américains, selon les estimations de Facebook, leur budget estimé était de 100 000 dollars — une somme faible à l’échelle du pays ».

### Les manipulations
En octobre 2017, une enquête de CNN révèle qu'une agence proche du Kremlin a financé des publicités pour une opération se servant de l’application Pokémon Go pour exacerber les tensions raciales aux États-Unis. Un compte Facebook a été créé, soi-disant lié au mouvement social « Black Lives Matter », appelé « Do No Shoot Us »  qui menait à une chaîne YouTube de compilations de vidéos dénonçant les violences policières à l’égard des Afro-américains. Puis les journalistes de CNN relie la page YouTube à une page Tumblr qui organisait un concours sur Pokémon Go, en encourageant les joueurs à se rassembler  près de sites tristement célèbres pour la mort d’Afro-Américains, de chasser les Pokémons et de changer leurs noms en hommage aux victimes de violences policières pour gagner des chèques-cadeaux provenant de chez Amazon. Selon un rapport commandé par le Sénat, la campagne de propagande menée par la Russie sur les réseaux sociaux visait particulièrement à inciter les Noirs à s'abstenir. Selon une étude du Pew Research Center, le taux de participation des électeurs blancs a augmenté en 2016, alors que celui des Noirs, à 59,6%, était en recul de cinq points par rapport à 2012. Toutefois, le professeur Eitan Hersh de l’université de Tufts s’est dit « sceptique » sur l’efficacité de tels messages politiques et d’un tel ciblage des électeurs. « Personne ne peut être persuadé tout le temps ». De plus, un article des Inrockuptibles affirme que l'électorat Noir, qui a été décisif pour élire Obama en 2012, se méfie trop de Clinton et boude la candidate démocrate. Le journal Libération admet que « l’absence de Barack Obama sur les bulletins de vote explique sûrement en grande partie ce net déclin ». De plus, plusieurs États républicains ont entravé la participation des Noirs par des méthodes éprouvées depuis la ségrégation.

### Les hackers
David DeWalt, dirigeant de FireEye, déclare que l'opération de 2016 est un nouveau développement dans la campagne de guerre électronique de la Russie. Kevin Mandia, PDG de FireEye, déclare que le schéma de la menace informatique russe a changé après l'automne 2014, pour passer de techniques secrètes à des tactiques sans dissimulation et de moindre sécurité opérationnelle. Des experts et des entreprises de sécurité informatique, comprenant CrowdStrike, Fidelis Cybersecurity, Mandiant, SecureWorks et ThreatConnect, ainsi que le rédacteur de Ars Technica, déclarent que la fuite de courriels lors de l'élection de 2016 s'inscrit dans une série d'attaques informatiques contre la convention démocrate, perpétrée par deux groupes liés aux services russes, baptisés Fancy Bear et Cozy Bear,,,,, ou respectivement APT28 et APT29,.
Michael Buratowski, analyste en informatique de la société de Fidelis Cybersecurity, étaye le lien entre les hackers et la Russie en se basant sur divers indices : notamment les pirates utilisent des adresses IP russes, leurs claviers sont configurés pour des russes, et ils travaillent pendant les heures de bureau des russes.
L'entreprise de sécurité informatique ThreatConnect conclut son analyse en considérant que le site web DC Leaks a toutes les caractéristiques d'un travail des services russes, et qu'il correspond aux schémas d'attaque du groupe de hackers « Fancy Bear » issu du GRU,,,,.
Jeffrey Carr, expert américain en cybersécurité, conteste les conclusions de ces entreprises en disant que « ce n’est pas parce qu’on utilise une Kalachnikov qu’on est forcément russe ou qu’on travaille pour Kalachnikov ». Gérôme Billois, expert en cybersécurité pour Wavestone explique que Cozy Bear et Fancy Bear « sont bien connus, leurs modus operandi a été détaillé dans plusieurs rapports et les logiciels malveillants qu’ils utilisent sont comme les fusils mitrailleurs russes : facile à trouver si on sait où chercher, facile à copier. Il serait donc possible qu’un autre groupe de pirates informatiques ait cherché à se faire passer pour eux afin de brouiller les pistes ».
Stéphane Koch, conseiller en stratégie digitale et sécurité de l’information, affirme que ces cyberattaques « sont si peu sophistiquées qu’elles ne sont pas forcément le fait d’un État ».
Un hacker connu sous le pseudonyme de Guccifer2.0 se prétendant citoyen roumain revendique le piratage du Parti démocrate tout en niant travailler pour la Russie ,.
Pour François-Bernard Huyghe, directeur de recherche à l'IRIS, « les sociétés de sécurité américaines accusent presque systématiquement les Russes dès qu'il se passe quelque chose. Il y avait eu, par exemple », un cas typique en août dernier lors d'une attaque du département d’État. On avait accusé systématiquement des pirates russes, comme on accusait systématiquement des pirates chinois à une certaine époque. Ce sont les "usuals suspects" qu'on ressort à tous les coups. De plus, selon lui, la culpabilité russe n'est pas prouvée. Les indices qui relient le piratage aux russes, comme une adresse IP par exemple, peuvent être truqués
Time affirme en décembre 2016 qu'à cette époque les meilleures preuves sont entre les mains des services de renseignement et non accessibles au public. Mais les preuves de l'origine des hacks données par les entreprises privées, avec en tête de file Crowdstrike, sont proches du maximum possible en termes de cyber-attribution, bien que ces entreprises reconnaissent qu'il n'y a pas de certitude absolue.
Le 5 juin 2017, le journal The Intercept affirme que des hackers du renseignement militaire russe ont essayé à maint reprises de pénétrer dans les systèmes électoraux américains.

### Technique de l'hameçonnage
Le New York Times explique que les courriels de John Podesta ont été piratés grâce à la technique dite de l'hameçonnage (phishing en anglais). Podesta a d'abord reçu un courriel lui demandant de modifier son mot de passe pour des raisons de sécurité. Un collaborateur de Podesta a fait suivre ce courriel à Charles Delavan, technicien informatique, pour s’assurer qu’il ne s’agissait pas d’un faux. Charles Delavan répondit « ce courriel est authentique. John doit changer son mot de passe immédiatement. » Selon le magazine Slate, le technicien « avait prévu d'écrire que ce n'« était pas un courriel légitime », mais a oublié le mot « pas ». »
Dans leur rapport, le FBI et le département américain de la Sécurité intérieure affirment que les piratages informatiques attribués à la Russie reposent sur « une technique assez fréquente, appelée phishing. »
Julian Assange affirme qu'un adolescent de 14 ans aurait pu pirater les courriels de Podesta puisque, selon lui, le mot de passe du Windows 8 de John Podesta était « p@ssw0rd », un des mots de passe les plus fréquents.
Andreï Soldatov, journaliste d’investigation et spécialiste des services secrets russes explique au journal Libération que « le « piratage » du Parti démocrate, c’était de l’ingénierie sociale - trouver des mots de passe, induire les gens en erreur pour qu’ils les livrent d’eux-mêmes… »
La société de sécurité informatique SecureWorks a trouvé, lors d'une enquête sur d'autres attaques du groupe de hackers russes Fancy Bear, un compte insuffisamment sécurisé contenant des raccourcis d'URL. Ce compte apportait la preuve d'environ 4 000 attaques d'hameçonnage contre des adresses Gmail, dont l'une a permis aux pirates d'accéder au compte de messagerie du président de la campagne de Hillary Clinton, John Podesta.

### Défense américaine
En février 2013, Barack Obama pointe l'importance de la lutte contre la menace cybernétique lors de son discours sur l'état de l'Union.
Selon l'International Business Times, le département d'État des États-Unis avait prévu de déployer une unité baptisée « équipe de contre-désinformation » dans le but de combattre la désinformation diffusée par le gouvernement russe ; elle a été dissoute en septembre 2015, du fait que les responsables du département sous-estimaient l'étendue de la propagande russe avant l'élection présidentielle américaine de 2016 ou par crainte de provoquer la Russie,. Un représentant du département d'État, sollicité pour commenter la dissolution de l'unité, rapporte à l'International Business Times que les États-Unis sont préoccupés par la propagande russe et que la meilleure défense est une « communication honnête ».
Dès août 2016, le gouvernement d'Obama a la volonté de rendre le commandement de l'armée « cyber » du Pentagone chargée de lutter contre les cyberattaques indépendante de la NSA. Ce projet n'a jamais été réalisé .

## Objectifs et résultats

### Objectifs
Selon les services de renseignements américains, le but de la campagne russe est de « dénigrer madame Clinton, et de nuire à sa capacité à être élue et à sa présidence potentielle ». Ils basent en partie cette conclusion sur le fait que, selon eux, le système informatique du Parti républicain lui aussi a été piraté, mais qu'aucun mail n'a été rendu public, contrairement au piratage visant les démocrates. Le Parti républicain affirme cependant que son système informatique n'a pas été compromis. Le rapport des services de renseignement avance en outre que Vladimir Poutine désirait très probablement discréditer Hillary Clinton « car il l'accuse publiquement depuis 2011 d'avoir incité à de grandes manifestations contre son régime fin 2011 et début 2012 », à l'époque où elle était chef de la diplomatie américaine. Robby Mook, chef de la campagne d’Hillary Clinton, affirme également que le but de Moscou était de déstabiliser le camp démocrate afin d’aider Donald Trump.
D'autres sources américaines suggèrent que l'objectif du Kremlin « n'est pas d'influencer ou de modifier le résultat de l'élection, mais de semer la confusion dans la population et de saper la confiance dans les institutions démocratiques ». Selon Ouest-France, nombre d'observateurs pensent que l'objectif russe était « avant tout de saper la confiance dans la légitimité de l’élection américaine, pour affaiblir la future administration ».
Pendant une audition du Comité de renseignement de la Chambre des Représentants, contrairement à la CIA, le FBI déclare ne pas être certain des motivations de l'opération.
Le New York Times rapporte que, fin juillet 2016, les agences de renseignement américaines ont des doutes sur le fait que l'intention russe puisse avoir été initialement d'influencer les élections américaines. Le New York Times rappelle que l'enquête du FBI et des agences de renseignement sur le piratage des systèmes informatiques du camp démocrate a débuté en avril 2016 : à cette époque Trump venait seulement d'annoncer sa candidature et ses chances de victoire étaient alors « minuscules ». Un haut fonctionnaire américain affirme que même si la cyberattaque avait peut-être été conçue pour gêner Mme Clinton, elle ne pouvait pas avoir pour but de favoriser M. Trump. Les agences de renseignement estiment que l'intrusion dans le système informatique des démocrates pourrait être une procédure d'espionnage routinier, telle que le pratique aussi les américains dans le reste du monde.
Andreï Soldatov affirme lui aussi que le premier objectif n'était peut-être pas de faire élire Trump, mais peut-être seulement d'affaiblir Hillary Clinton. Le Washington Post rapporte l'avis d'anciens anciens agents du renseignement américains qui vont dans le même sens. L'un d'entre eux estime de plus que si Hillary Clinton était présidente des États-Unis, cela pourrait être avantageux pour la Russie, car Hillary Clinton est prévisible et ne recherche pas la confrontation, au contraire de Trump, imprévisible et conflictuel. Le Washington Post rappelle néanmoins que certaines positions affichées par Trump pendant sa campagne électorale sont favorables au Kremlin, notamment une éventuelle reconnaissance de l'annexion russe de la Crimée.
Selon le New-York Times, Julian Assange a clairement fait savoir qu'il espérait nuire aux chances de Hillary Clinton de remporter la présidence. D'après Paris Match, Assange déclare avoir passé des années à étudier Hillary Clinton et lu des milliers de ses câbles (diplomatiques), et il estime que Hillary manque de jugement et poussera les États-Unis à déclencher des guerres « stupides » qui répandront le terrorisme. Il estime de plus qu'elle a une part de responsabilité directe dans la montée de Daech à la suite de décisions politiques malencontreuses.

### Résultats
En novembre 2016, le Washington Post reconnaît qu'« il n’y a aucune façon de savoir si la campagne russe a été décisive dans l’élection de Trump ».

## Analyse des services de renseignement américains

### Directeur du renseignement national, département de la Sécurité intérieure et CIA

#### Déclaration conjointe d'octobre 2016
La communauté de renseignement américaine a demandé à ses ressources de débattre de la raison pour laquelle Poutine avait choisi l'été 2016 pour intensifier les mesures actives destinées à influencer la politique intérieure des États-Unis. Le directeur du renseignement national James R. Clapper déclare qu'après la contestation des élections législatives russes de 2011, la confiance de Poutine dans sa viabilité en tant qu'homme politique a été mise à mal, et que Poutine a réagi avec une opération de propagande. L'ancien agent de la CIA Patrick Skinner explique que l'objectif était de répandre le doute. En juillet 2016, un consensus grandissant s’établit au sein de la CIA sur le fait que la Russie a piraté le Comité national démocrate.

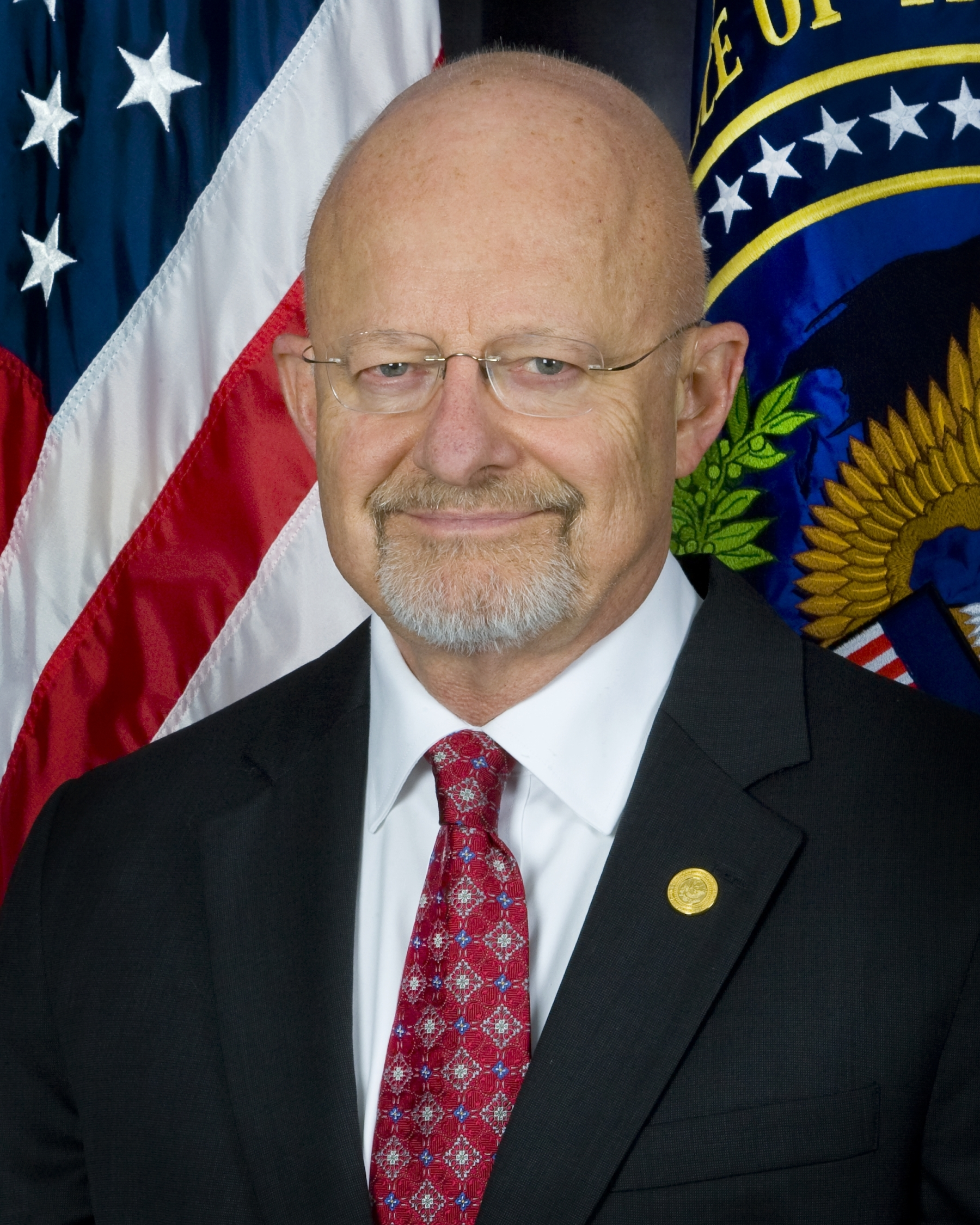
James R. Clapper, directeur du renseignement national.

Le 7 octobre 2016, dans une déclaration commune, le département de la Sécurité intérieure et le Bureau du directeur du renseignement national,, se basant sur les conclusions des 17 organisations de renseignement américaines, certifient que la Russie a interféré dans l'élection en dérobant les courriels de politiciens et de groupes américains et en les diffusant publiquement.
Le 2 décembre 2016, la communauté du renseignement américaine a acquis la conviction que les efforts de la Russie étaient destinés à aider Trump à remporter l'élection.

#### Rapport de la CIA de décembre 2016
Le 9 décembre, la CIA déclare que la communauté du renseignement a conclu que la Russie a mené des opérations pendant l'élection de 2016 pour aider Donald Trump à remporter la présidence,,. Plusieurs agences de renseignement américaines ont conclu que des personnes ayant des liens directs avec le Kremlin avaient fourni à WikiLeaks les courriels piratés provenant du Comité national démocrate et de sources comme John Podesta, le directeur de campagne de Hillary Clinton,,.
Ces agences sont arrivées à la conclusion que la Russie avait aussi piraté le Comité républicain (RNC) et avait choisi de ne pas divulguer les informations obtenues du RNC, une certitude basée sur les preuves obtenues avant l'élection. Selon Reince Priebus, les ordinateurs du Comité national républicain (RNC) auraient été attaqués mais n'auraient pas été piratés,.
La CIA indique également que les agents de renseignement étrangers ont été identifiés comme des agents secrets russes déjà connus des services américains. Elle déclare aux sénateurs qu'il apparaît de manière claire que les intentions de la Russie étaient d'aider Donald Trump à se faire élire.
En décembre 2016, en rappelant les fausses informations sur les preuves d'armes de destructions massives en Irak, le site Numerama écrit que « les services d’intelligence ont un jeu à jouer dans la diplomatie et leur meilleure carte est l’information ».

#### Implication de Vladimir Poutine

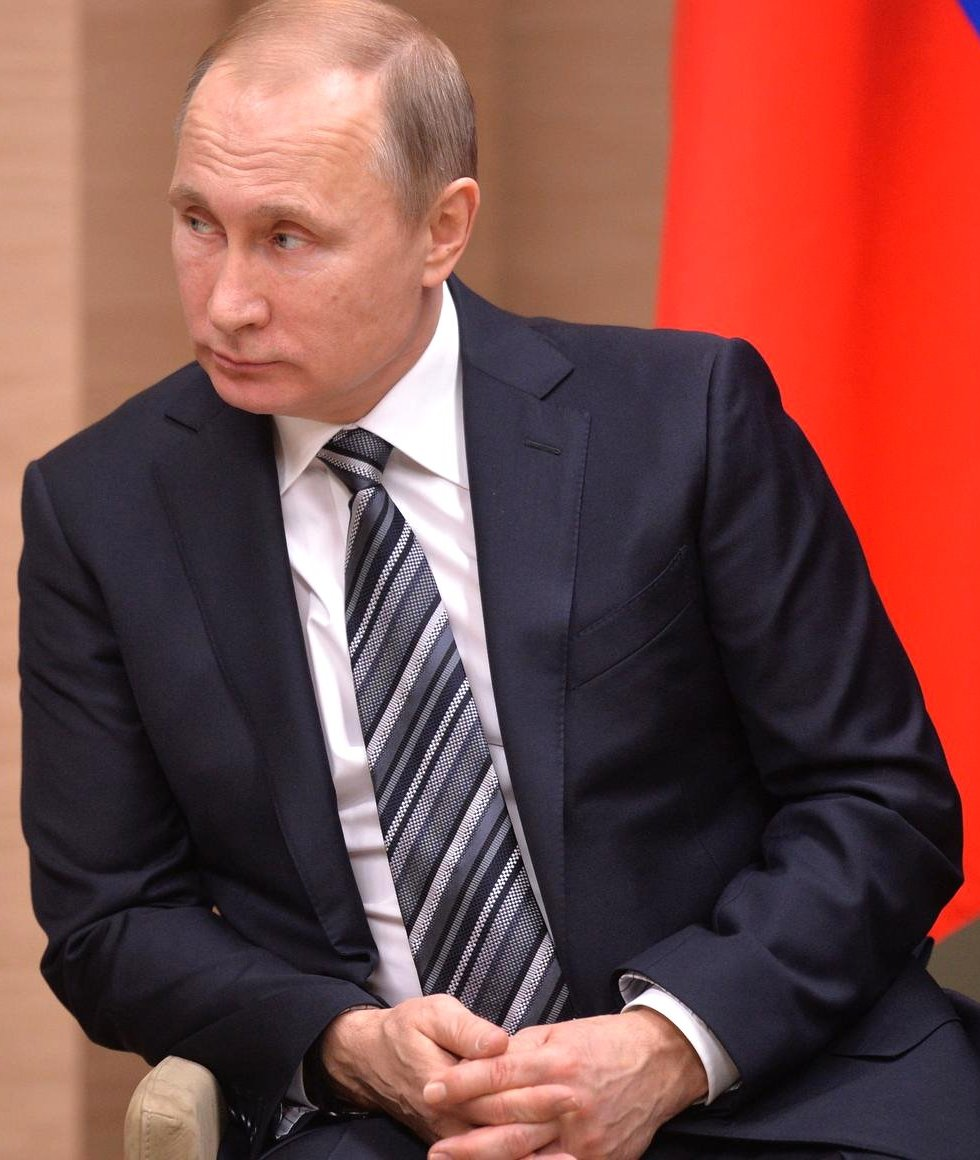
NBC News, CBS News, ABC News, CNN, et Reuters ont chacun de leur côté recueilli les témoignages de différents officiels du renseignement disant que Vladimir Poutine avait contrôlé directement l'opération secrète,,,,.

La chaîne NBC News rapporte que deux hauts fonctionnaires fédéraux ont déclaré que des renseignements obtenus après l'élection avaient conduit des représentants officiels à considérer que Vladimir Poutine avait directement contrôlé l'opération,,. Ils déclarent que les motivations de Poutine étaient au départ une vendetta contre Hillary Clinton, avant de devenir une volonté de fomenter une méfiance généralisée envers les États-Unis,,. Ils indiquent que Poutine exerçant un contrôle absolu, l'opération a nécessité l'autorisation de hauts fonctionnaires russes,,, un jugement qui a été repris sur CBS News par des représentants officiels.
La chaîne ABC News rapporte des comptes rendus similaires venant de représentants officiels américains et étrangers,. Selon ABC News, l'opération débuta avec un effort de faible intensité des militaires russes pour infiltrer les ordinateurs des politiciens démocrates et républicains. Poutine commença à s'impliquer personnellement après que la Russie accéda au Comité démocrate. Deux hauts fonctionnaires
déclarent à CNN que l'envergure de l'opération a requis le soutien de la plus haute autorité gouvernementale russe. L'agence Reuters rapporte que sous la direction de Poutine, les objectifs évoluèrent pour passer de la critique de la démocratie américaine à une attaque contre Clinton. Les intentions de Poutine ont changé au cours de l'année 2016 en aide à l'élection de Trump, quand il a pensé que ce candidat favoriserait la Russie vis-à-vis des sanctions financières des États-Unis. Un agent du renseignement a expliqué à Reuters que du fait de l'expérience antérieure de Poutine comme agent du KGB, il maintenait un contrôle plus strict sur les opérations du renseignement russe.
Le conseiller adjoint à la Sécurité nationale Ben Rhodes déclare sur MSNBC être d'accord avec cette évaluation, estimant que des opérations de cette importance nécessitaient l'aval de Poutine,. Lors d'une conférence de presse le 15 décembre 2016, le porte-parole de la Maison-Blanche Josh Earnest note que la Communauté du renseignement américaine avait abouti à des conclusions similaires, et citant la déclaration commune du directeur du renseignement national et du département de la Sécurité intérieure, il déclare que l'opération a nécessité une approbation au plus haut niveau du gouvernement russe.
François-Bernard Huyghe déclare « si cette opération avait été menée par des professionnels du SVR, auraient-ils eu la stupidité d'utiliser des ordinateurs russes en laissant une trace bien visible, alors qu'ils peuvent parfaitement utiliser des ordinateurs américains ou chinois dont ils auraient pris le contrôle ? De plus, il est possible qu'il y ait des éléments russes, ou résidant sur le territoire russe, qui soient intervenus dans cette affaire. Pour autant, en quoi serait-ce un coup de Poutine? Personnellement, je n'en sais rien. Si les adresses IP étaient venues de France, aurait-on pointé la responsabilité de François Hollande? ».

### FBI
En juin 2016, le FBI avertit le Parti Républicain de l'Illinois que certains de ses comptes mail ont été piratés. Le 31 octobre 2016, le New York Times rapporte que le FBI avait enquêté sur les rapports entretenus entre Trump et la Russie, sans en trouver. À cette époque, les dirigeants du FBI pensaient que la Russie essayait de répandre le chaos de façon générale, et non de faire spécifiquement élire Trump. Un officiel du FBI remet en doute la théorie des services de renseignements selon laquelle il y a une connexion directe entre Poutine et les hackers qui auraient voulu s’en prendre à Clinton en disant qu'« il n’y [sic] pas de doute sur le fait que les efforts russes avaient une direction, mais ce qui n’est pas clair c’est leur but : il peut être spécifique ou bien un mélange d’objectifs reliés » et ajoute que « nous arrivons à des conclusions divergentes [des services de renseignement, NSA et CIA] ».

#### Rôle déstabilisant du FBI contre Clinton
Courant automne 2015, le FBI contacte le comité national démocrate afin de surveiller tout signe d'activité inhabituelle dans ses systèmes informatiques sans jamais mentionner que l'agence soupçonnait un acte de piratage russe. De plus, lorsque des membres du comité démocrate ont demandé plus d'informations au FBI, celui-ci a refusé. ICI Radio-Canada rapporte qu'une source du bureau fédéral soutient qu'« en agissant de la sorte le FBI a empêché le Parti démocrate d'adopter des mesures qui auraient pu permettre de limiter le nombre de courriels et de documents que les pirates informatiques ont réussi à voler ». Néanmoins, le FBI a tout de même prévenu le comité qu'il était victime de piratage en mars 2016, quelques jours avant que le comité ne le découvre.
Le quotidien suisse Le Temps rappelle que c'est le FBI « qui a précipité la défaite d’Hillary Clinton à l’élection du 8 novembre » 2016 quand le bureau d'enquête fédérale a relancé une enquête sur la boîte de messagerie privée utilisée par Hillary Clinton quand elle était secrétaire d’État.
Le 12 novembre 2016, Hillary Clinton a estimé lors d'une conversation téléphonique avec ses principaux donateurs que le directeur du FBI James Comey était responsable de sa défaite à la présidentielle américaine.

#### Un rapport polémique
Le 29 décembre 2016, le FBI et le département de la Sécurité intérieure (DHS) publient un document démontrant techniquement l’implication de la Russie dans les piratages des serveurs du Parti démocrate.
Le contenu de ce rapport suscite une polémique. Le chercheur Jonathan Zdziarski twitte au sujet du rapport du FBI que « n’importe quelle société de cybersécurité faisant son travail aurait été capable d’apporter des preuves plus solides que celles du FBI » quant au contenu « la moitié du rapport est un guide public sur comment sécuriser vos systèmes. L'autre moitié est ce qu'il reste d'un rapport classifié plus intéressant, après épuration ». Un autre spécialiste en cybersécurité Gérôme Billois partage le même avis sur le manque de matière dans ce rapport en disant que « sur les 13 pages du document, 8 sont remplies de rappels de bonnes pratiques qu’on peut trouver dans n’importe quel manuel de cybersécurité et seulement cinq concernent des aspects techniques, mais essentiellement pour rappeler les faits ».
En janvier 2017, BuzzFeedNews rapporte que selon Eric Walker, le responsable des relations publiques du Comité national démocrate, le FBI n'a jamais demandé une demande d'accès aux serveurs du Parti démocrate piratés lors de la présidentielle afin de les étudier dans le cadre de l'enquête sur le piratage des serveurs de ce parti.
Dans l'annexe du rapport du FBI publié par les services de Renseignements américains le 9 janvier 2017, figure une liste de 875 adresse IP dans laquelle le FBI confond la Suisse avec le Swaziland et se méprend entre des adresses danoises et allemandes.

### Contre-enquête d'anciens de la NSA
Un mémorandum remis au Président Trump en juillet 2017 démonte le rapport de la CIA affirmant que des agents russes avaient attaqué le serveur du parti démocrate. Rédigé par VIPS (en), un groupe célèbre pour avoir en 2003 déconstruit le rapport de la CIA justifiant l'invasion de l'Irak par l'administration Bush, il démontre que la fuite des documents provient d'une copie directe effectuée par quelqu'un qui avait un accès physique aux ordinateurs du Comité national démocrate.

## Mise en accusation
Le 16 février 2018, la presse annonce que Robert Mueller, le procureur spécial chargé d'enquêter sur les ingérences russes dans les élections présidentielles de 2016, a mis en accusation trois entités russes et treize individus de nationalité russe pour avoir interféré dans les élections, en trompant les électeurs en vue de les inciter à voter pour Donald Trump tout en nuisant à la candidature de Hillary Clinton. Les organisations mises en accusation sont l'IRA et deux sociétés accusées d'agir comme soutiens financiers de l'IRA. Les personnes désignées par la mise en accusation sont elles aussi liées à l'IRA,.

### Rapport de la commission du Renseignement de la Chambre des représentants
Le 12 mars 2018, la commission du Renseignement de la Chambre des représentants affirme dans un communiqué n'avoir trouvé aucune preuve de collusion entre l'équipe de campagne de Donald Trump et la Russie. Le 22 mars, elle vote en faveur de la publication du rapport. Elle recommande également des poursuites contre les auteurs de fuites d'informations classifiées depuis l'élection qui, selon elle, « ont nui à la sécurité nationale et potentiellement mis des vies en danger ». Elle accuse l'ancien directeur du renseignement national James R. Clapper d'avoir présenté un « témoignage contradictoire » au comité sur ses contacts avec les médias.
Saluées par Donald Trump, les conclusions de ce rapport sont immédiatement critiquées par le camp démocrate, qui dénonçait depuis des mois la conduite partisane de cette enquête parlementaire dans le but de protéger le président républicain. Nancy Pelosi, chef de groupe des démocrates à la Chambre, dénonce « le manque de leadership et d’intégrité » des républicains signataires de ce rapport.

### Mises en accusation d'officiels russes
Le 13 juillet 2018, le procureur général adjoint Rod Rosenstein annonce la mise en accusation par le procureur spécial Robert Mueller de douze citoyens russes, membres du renseignement militaire russe, accusés d'avoir piraté deux systèmes informatiques du Parti démocrate en vue de saboter l'élection présidentielle de 2016. L'annonce survient trois jours avant une rencontre entre Donald Trump et Vladimir Poutine à Helsinki. Selon David French du magazine conservateur National Review, cette inculpation semble démontrer que les accusations de « chasse aux sorcières » souvent lancées par Trump contre l'enquête de Mueller ne tiennent pas, et qu'il pourrait réellement y avoir des faits concrets impliquant la Russie dans la piratage des ordinateurs du Parti démocrate, et de façon plus générale dans l'ingérence dans les élections présidentielles.
En parallèle à ces inculpations, le 15 juillet la justice annonce l'arrestation par le FBI et la mise en accusation d'une citoyenne russe résidant aux États-Unis, Maria Boutina, pour avoir conspiré en vue d'agir en tant qu'agent russe non déclaré et d'avoir tenté d'établir des réseaux de communication occultes entre des Américains affiliés au Parti Républicain ou conservateurs et des officiels russes en infiltrant la NRA, le National Prayer Breakfast (en) et des organisations religieuses conservatrices. Selon les informations diffusées par la presse l'intéressée serait une protégée d'Alexandre Torchine, décrit comme proche de Vladimir Poutine et de la NRA. La presse américaine laisse entendre que le procureur spécial Mueller chercherait à vérifier si la Russie aurait pu financer la campagne présidentielle de Donald Trump par l'intermédiaire d'associations comme la NRA qui a contribué pour trente millions de dollars à la campagne électorale de Trump en 2016.

## Réactions

### États-Unis

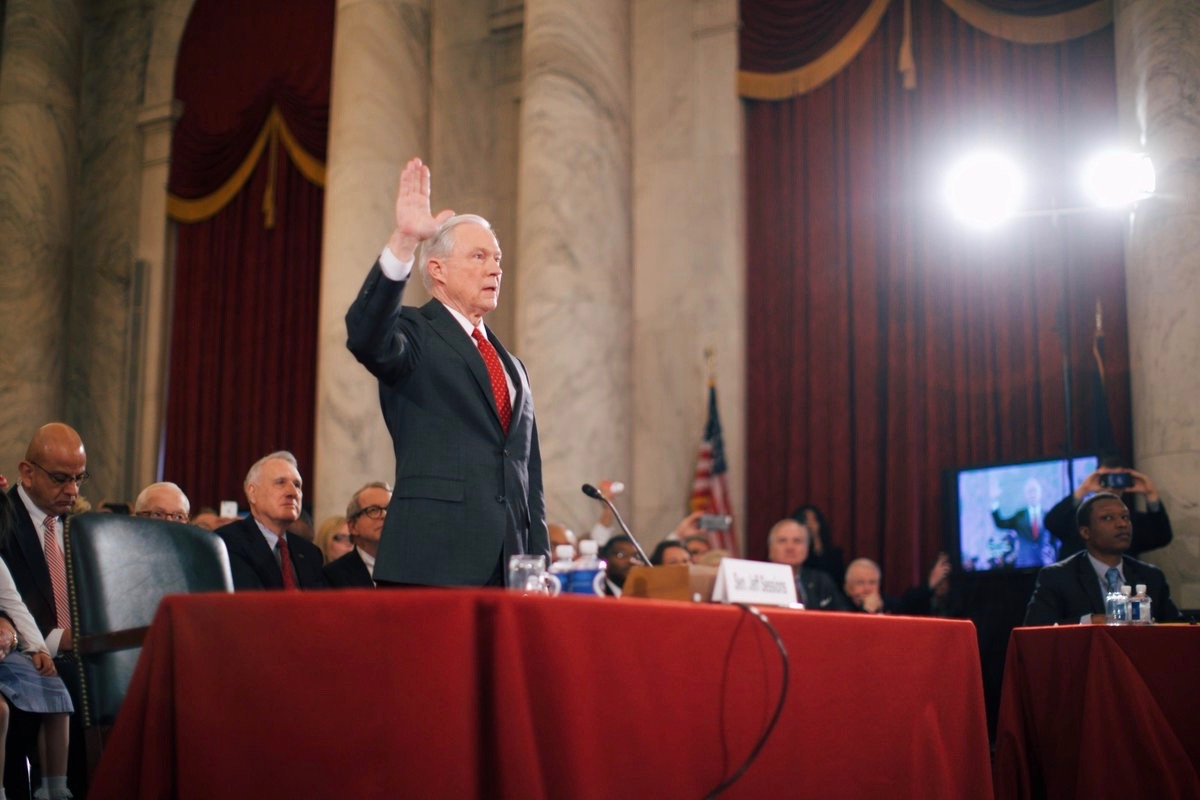
Jeff Sessions avant son audition de confirmation au Sénat, lors de laquelle il est accusé d'avoir menti.

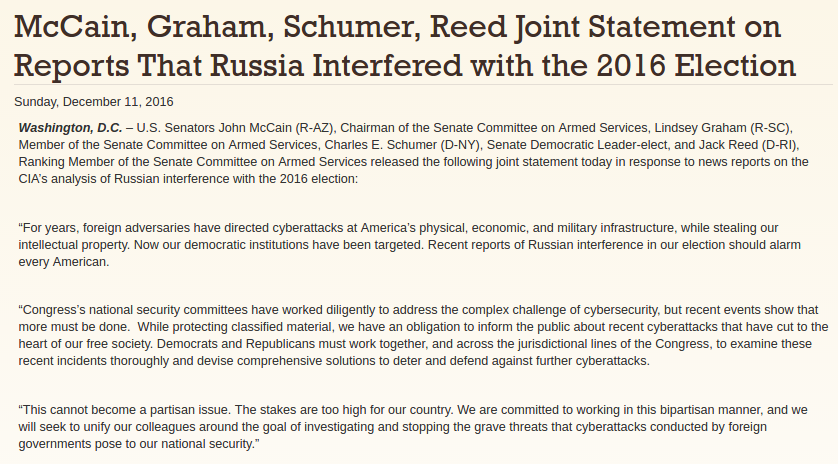
La déclaration commune de John McCain, Lindsey Graham, Chuck Schumer et Jack Reed sur le rapport selon lequel la Russie a interféré avec l'élection de 2016.

Des membres du Comité de renseignement du Sénat se sont rendus en Ukraine et en Pologne en 2016 pour s'y renseigner sur les opérations russes visant à influencer les élections dans ces pays. Le sénateur américain Angus King a déclaré que les tactiques utilisées par la Russie pendant l'élection présidentielle de 2016 étaient semblables à celles employées dans d'autres pays.
Le 30 novembre 2016, sept membres du Comité de renseignement du Sénat ont demandé au président Obama de rendre public davantage d'informations sur le rôle de la Russie dans l'élection présidentielle,. Des représentants du Congrès américain se sont mobilisés pour le suivi de la sécurité nationale des États-Unis en proposant un texte de loi visant à surveiller la propagande,. Le 30 novembre 2016, les législateurs approuvent une mesure dans le cadre du National Defense Authorization Act, visant à demander au département d'État d'agir contre la propagande par le truchement d'un groupe conjoint des agences de renseignement,.
Le 9 décembre 2016, le président Barack Obama commande un rapport sur les ingérences étrangères dans les scrutins à partir de l'élection présidentielle américaine de 2008,,. Des sénateurs républicains, notamment John McCain, président du Comité des forces armées, ont réclamé une enquête bipartisanne,. Le futur président Trump a pour sa part rejeté les conclusions du rapport, et critiqué les services de renseignement, dans un communiqué officiel publié par son équipe de transition,. Le 12 décembre, le chef de la majorité républicaine au Sénat, Mitch McConnell, a affirmé sa confiance dans les renseignements américains, et apporté son soutien à une enquête bipartisanne,. McConnell a annoncé qu'un groupe sénatorial spécialisé dans le renseignement allait enquêter sur l'implication de la Russie.
L'expert en sécurité et ancien analyste de la NSA John R. Schindler estime que l'existence de liens avec le Kremlin pourraient faire la lumière sur la nouvelle administration Trump.

### Russie
Le 7 octobre 2016, Dimitri Peskov, porte-parole du Kremlin déclare que ces accusations sont « une espèce de foutaise » et ajoute que « nous n'accusons pas à chaque fois la Maison Blanche. Les sites internet (du président Vladimir) Poutine sont attaqués quotidiennement par des dizaines de milliers de pirates. On peut tracer nombre de ces attaques vers le territoire des États-Unis, mais nous n'accusons pas à chaque fois la Maison-Blanche ou Langley ».
Le 16 décembre 2016, sur l'antenne de BFM TV, Alexandre Orlov, l'ambassadeur de la Russie en France balaie cette accusation en la jugeant « ridicule » qui relève de « paranoïa ». Et assure que « la Russie n'a jamais piraté le parti démocrate. Ce n'est pas notre façon d'agir. »
Le 23 décembre 2016, Vladimir Poutine déclare que le piratage informatique du parti démocrate américain a révélé « la vérité » c'est-à-dire « une manipulation de l'opinion » venant des démocrates. Le président russe ajoute que « le plus important, c'est le fond de ces informations. Et la meilleure preuve que les hackers ont mis au jour des informations véridiques, c'est qu'après que les pirates ont montré une manipulation de l'opinion publique d'un candidat contre un autre, la dirigeante d'un comité du parti démocrate a démissionné. Cela veut dire qu'elle a reconnu que les hackers avaient montré la vérité. Et au lieu de s'excuser devant les électeurs, ils ont commencé à pousser des hauts cris sur les auteurs de ces attaques mais est-ce bien important? ».
Le 9 janvier 2017, le porte-parole du gouvernement russe, Dmitri Peskov dénonce des « accusations absolument infondées, d'un niveau d'amateur », et souligne l'absence de preuves tangibles.
Le 7 novembre 2022, dans une publication de son entreprise Concord, Evgueni Prigojine, le fondeur du Groupe Wagner, admet des « ingérences » dans les élections américaines,. En réponse à une question sur des accusations d'ingérence russe dans les élections de mi-mandat, il déclare : « Nous nous sommes ingérés, nous le faisons et nous allons continuer à le faire. Avec précaution, précision, de façon chirurgicale, d'une manière qui nous est propre »,. En février 2023, Prigojine reconnait avoir fondé, financé et dirigé l'Internet Research Agency (IRA).

### France

#### Réactions françaises
Florian Philippot estime en évoquant les écoutes de plusieurs présidents français par la NSA qu'« Entendre parler les États-Unis d'ingérence est assez cocasse » car « Le grand pays de l'ingérence sont les États-Unis ».

#### Accusations d'ingérences russes dans l'élection présidentielle française de 2017
Dans une tribune publiée dans Le Monde datée du mardi 14 février 2017, le secrétaire général d'En Marche ! Richard Ferrand et le porte-parole d'En Marche! Benjamin Griveaux dénoncent la Russie qui tente de déstabiliser la présidentielle en France notamment en « effectuant plusieurs milliers d’attaques mensuelles » et l'influence de sites internet « contrôlés à 100% par l'État russe » ainsi que des attaques informatiques venant des « frontières russes ». Le 15 février 2017, le ministre français des Affaires étrangères Jean-Marc Ayrault, déclare que « Nous n’accepterons aucune ingérence dans notre élection, que ce soit par la Russie ou par un autre État ». L'entreprise japonaise de cybersécurité Trend Micro annonce que le site d'En marche ! aurait été la cible de tentatives d'hameçonnage par un groupe russe appelés Pawn Storm en mars 2017. Mounir Mahjoubi déclare que le site d'En Marche! a été la cible d'attaque par déni de service. Le mouvement en marche avait déjà alerté en début d’année sur des attaques visant leurs systèmes, mais pour Loic Guezo, cadre de Trend Micro « les méthodes du groupe évoquées par les responsables du mouvement En Marche ne correspondaient pas à celles traditionnellement employées par Pawn Storm. Le mouvement avait fait face à des attaques Ddos, ainsi qu’à des injections SQL, autant de techniques qui ne sont pas habituellement utilisées par ce groupe ». Le Canard enchaîné, annonce 1 922 tentatives d'intrusion, dont 907 venant d'Ukraine.
François Fillon alors candidat de droite pour la présidentielle française qualifie de « fantasmes » en déclarant qu'« il faut éviter les fantasmes » sur les accusations selon lesquelles la Russie s’ingère dans l’élection présidentielle française. François Asselineau déclare que « Ça me fait rire, parce qu'habituellement, les gens disent que je suis conspirationniste ou complotiste, et là c'est typiquement du complotisme » et réclame des preuves.
Mais comme le rappelle Europe 1, « les adresses IP des hackers sont ukrainiennes, ce qui ne prouve pas que ces attaques proviennent effectivement d'Ukraine et qu'elles sont téléguidées par la Russie de Vladimir Poutine » et pour Télérama et L'Obs c'est un « plan marketing » car « cette communication autour des cyberattaques supposées russes sert le candidat Macron, comme elle a pu en servir d'autres, en lui conférant une stature d'homme d'Etat ».
Le 6 mai 2017, Mediapart titre que les « Macron Leaks », sont « une boule puante venue de l'extrême droite américaine ».
Fin avril 2017, Guillaume Poupard, le directeur général de l’Agence nationale de la sécurité des systèmes d'information (ANSSI) incite à la « prudence » en disant que « le mode opératoire ressemble beaucoup (à Pawn Storm), mais on ne peut absolument pas exclure qu’un groupe très compétent puisse chercher à les imiter ». Puis le 1er mai 2017, Guillaume Poupard, affirme que « les attaques dont a été victime la campagne de Macron ont été si génériques et simples qu’elles pouvaient provenir de partout ».

### Allemagne
Le chef du service de renseignement extérieur allemand (BND), Bruno Kahl, met en garde contre le danger d'ingérence russe dans les élections fédérales allemandes de 2017 et estime que les attaques prendraient la forme de campagnes de désinformation délibérée. Hans-Georg Maassen, chef de l'Office fédéral de protection de la Constitution, le service de renseignement intérieur allemand, déclare que le sabotage par les services russes est une menace constante pour la sécurité de l'information en Allemagne.
Toutefois, s'appuyant sur des articles du Washington Post et du New York Times, Le Monde diplomatique estime que lors des élections fédérales allemandes de 2017, « il ne s’est rien passé du tout ».

### Pays-Bas
Avec la possibilité d'une cyberattaque russe le jour du scrutin, le ministre de l'Intérieur néerlandais Ronald Plasterk décide que les bulletins de vote utilisés pour les élections législatives de mars seront exclusivement des feuilles de papier et annonce renoncer à employer un logiciel de comptage, les bulletins seront comptés à la main.

### Royaume-Uni
Alex Younger, chef du Secret Intelligence Service donne un discours au quartier général du SIS dans lequel il dénonce « l'interférence russe » comme un danger pour la souveraineté sur le territoire national, et qualifie la désinformation et la propagande de délétères pour la démocratie,. Younger déclare que la mission du MI6 est de lutter contre la propagande et la désinformation de façon à fournir à son gouvernement un avantage stratégique dans le domaine de la guerre de l'information, et d'assister d'autres nations telles que les États-Unis et l'Europe.

## Représailles

### Ripostes diplomatiques
Fin décembre 2016, le président Barack Obama ordonne en réponse à ces soupçons l'expulsion de 35 diplomates russes de l'ambassade à Washington et du consulat de San Francisco, la fermeture de deux sites de renseignement russe dans le Maryland et à New York et de sanctions économiques contre les services de renseignements russes et trois entreprises. Il s'agit des plus importantes représailles des États-Unis vis-à-vis de la Russie depuis la fin de la guerre froide. Se concentrant sur la présidence de Donald Trump qui doit entrer en fonction le mois suivant, Vladimir Poutine rompt avec la pratique habituelle de réciprocité d'expulsion et invite même les enfants des diplomates en poste à Moscou au Noël du Kremlin.
Le 6 janvier 2017, le FBI, la CIA et la NSA publient — fait inédit — un rapport commun afin de convaincre Donald Trump de la responsabilité de Vladimir Poutine. Après avoir reçu les responsables des services, le président élu s'engage — sans désigner la Russie — « à combattre agressivement et à stopper les cyberattaques », prévoyant ainsi de nommer une « équipe » qui disposera de 90 jours pour lui remettre un plan d’action, alors qu'il mettait en doute jusqu'ici les travaux des services de renseignement. Donald Trump confirme par ailleurs son intention de nommer au poste de directeur du renseignement national l'ancien sénateur Dan Coats, visé par des sanctions russes.
Le 12 juillet 2017, l'administration des services généraux du gouvernement américain retire Kaspersky Lab, une société russe spécialisée dans la sécurité des systèmes d'information, de la liste des fournisseurs approuvés pour la fourniture de services dans le domaine du traitement de l'information et d'équipements photographique numérique. En juin, le comité des forces armées du Sénat avait vote une motion interdisant l'utilisation des produits de Kaspersky Lab à des fins militaires. Ces mesures interviennent dans le cadre de « soupçons de liens trop proches avec des agences d'espionnage russes accusées de cyberattaques contre les États-Unis ». Kaspersky Lab et la Russie démentent ces accusations.

### Arrestations de citoyens russes
Le 5 octobre 2016, un informaticien russe du nom d'Evgueni Nikouline est arrêté par la police tchèque lors d’une opération conjointe avec le FBI américain, dans un hôtel de Prague en République tchèque où il séjournait avec son amie, soupçonné d’avoir effectué des attaques informatiques aux États-Unis en l'occurrence sur des piratages informatiques qui ont touché le réseau social LinkedIn en 2012. Euronews signale que « Evguéni Nikouline est soupçonné par Washington d’avoir piraté les comptes du parti démocrate américain avant l‘élection du républicain Donald Trump ».
Le 7 avril 2017, à Barcelone, la police espagnole a arrêté l'informaticien russe Piotr Levachov à la suite d'« une enquête ardue menée en collaboration avec le FBI américain » qui le désigne comme le roi du spam. Maria Levachova, l'épouse de Piotr Levachov a indiqué que la police lui aurait dit qu'un virus semblant avoir été créé par son mari « était lié à la victoire de Trump » à l'élection présidentielle américaine de novembre. Ces affirmations ont été fermement démenties par Washington. Cependant, une source judiciaire annonce qu'il est « soupçonné d'avoir participé au piratage de la campagne électorale aux États-Unis »,.
Le 15 juillet 2018, le FBI arrête Maria Boutina, une étudiante russe de 29 ans habitant Washington, l'accusant d'être une agente non déclarée d’un gouvernement étranger chargée d'« infiltrer des organisations » pour mettre en place des « canaux officieux » en vue de « promouvoir les intérêts de la fédération de Russie ». Elle aurait notamment infiltré la NRA, organisme soupçonné d'avoir financé la campagne de Donald Trump avec de l'argent russe,.

## Scepticisme sur l'hypothèse d'une ingérence russe

### Contestation des accusations

#### Absence de publication de preuve
Edward Snowden déclare que « si la Russie a piraté le DNC, elle doit répondre de ses actes. Mais durant le piratage de Sony, le FBI avait au moins présenté des preuves ».
Le journal Mediapart souligne que « malgré les multiples accusations, souvent proférées dans la presse sous couvert d’anonymat par des responsables du renseignement, les autorités américaines n’ont apporté aucune preuve définitive que le gouvernement russe est bien derrière le groupe Guccifer 2.0 »
Selon Nicolas Arpagian, expert en cybersécurité, « on en reste à des déclarations politiques et solennelles. Mais aucune preuve, aucun élément formel, incontestable, n’a encore été fourni qui matérialisent les conditions de l’attaque. Pour l’instant, nous sommes seulement face à des éléments concordants qui permettent de penser que : Est-ce que la Russie a la capacité de le faire ? Oui. Est-ce qu’elle l’a déjà fait dans le passé ? Oui. Est ce qu’elle a intérêt à le faire ? Oui, connaissant la culture de Poutine, homme du renseignement et ses vues sur Clinton et Trump. Mais il n’y a pas de preuve. »
Le Washington Post écrit que des désaccords persistent entre responsables du renseignement, en partie parce que « certaines questions demeurent sans réponses : les agences de renseignement ne disposent d’aucune preuve montrant que des responsables du Kremlin auraient « ordonné » à des individus identifiés de transmettre les mails du Parti démocrate à Wikileaks ».
Le journaliste Stéphane-Xavier Trano estime que « les services du renseignement américain (...) ne sont pas tenus de produire le moindre élément de preuve au public, puisque de telles informations sont par essence classées « secret défense ». Il faut donc les croire sur parole. »
Certains analystes ont critiqué le manque de preuves publiquement disponibles et ont souligné des analogies avec la mystification de l'administration Bush sur les armes de destruction massive prétexte pour envahir l'Irak en 2003. James Bamford déclare que « la nature négligente et semblable à l'inspecteur Clouseau de l'opération Guccifer 2.0... rappelle davantage une opération amateur ou une tromperie délibérée ». La journaliste Scott Shane (en) note que « le message des agences s'élève essentiellement à : Faites nous confiance », et l'analyste politique Leonid Bershidsky (en) signale que pointer du doigt la Russie peut être « une erreur à l'échelle de l'Irak ce qui entraîne un échec dangereux de réaliser que la victoire de Donald Trump était un phénomène américain, pas russe ».[pas clair]
L'édition du 6 janvier 2017 du New York Times s’étonne de l’« absence d’éléments susceptibles d’étayer les griefs des agences de renseignement »,.

#### Crédibilité des autorités mise en doute
Le Quotidien juge « impossible de prendre pour argent comptant les dires de Washington » et énumère « l’invasion de l’Irak en 2003 et la fable des armes de destruction massive, l’attaque imaginaire par les Nord-Vietnamiens de navires de guerre américains dans le golfe du Tonkin et le déclenchement de la guerre du Vietnam en 1964, l’affaire des couveuses du Koweït lors de la première guerre du Golfe ».
William Binney et Ray McGovern critiquent le rapport publié par le FBI et le DHS du 29 décembre 2016, en disant qu'étant donné le faux témoignage de James R. Clapper au congrès des États-Unis sur la surveillance des Américains par la NSA et son implication dans la mystification des armes de destruction massive en Irak , le scepticisme de ses revendications au sujet d'un piratage russe est justifié.
Selon le journaliste Glenn Greenwald du Intercept, l'enquête du Washington Post « repose sur des sources si peu fiables qu’elle est à son tour dénoncée comme un « cas chimiquement pur de fake news » » car l'auteur de cette recherche, Clint Watts est un membre de la Foreign Policy Research Institute, un think tank pro-occidental et « conservateur financé et animé par des partisans de la guerre froide entre les États-Unis et la Russie ».
De hauts responsables des élections des États du Wisconsin et de Californie ont rejeté la notification d’ingérence russe envoyée par les autorités fédérales à 21 États le 22 septembre 2017. Le secrétaire d'État de Californie, Alex Padilla, déclarait le 27 septembre: « les électeurs californiens peuvent être certains que l'infrastructure et les sites Web électoraux du secrétariat d'État de Californie n'ont pas été piratés ou pénétrés par des cyber-agents russes. Non seulement la notification que nous a envoyé le DHS vendredi dernier avait une année de retard, mais il s’est également avéré qu’elle était erronée » .

#### Thèses alternatives
Une fuite interne du Parti démocrate
Selon Gérôme Billois, spécialiste en cybersécurité pour Wavestone, « si deux groupes ont eu accès au système informatique de la convention nationale démocrate, d’autres pirates informatiques ont également pu y parvenir. Il peut aussi s’agir d’une fuite interne au Parti démocrate, notamment d’un partisan du candidat malheureux aux primaires démocrates, Bernie Sanders. Les emails publiés illustrent, en effet, l’hostilité d’une partie de l’establishment démocrate à l’égard de l’adversaire d’Hillary Clinton. »
Le Baltimore Sun suggère que les courriels du parti démocrate ont pu être divulgués de l'intérieur, plutôt que piratés et exfiltrés par un groupe extérieur.
Le 9 août 2016, Julian Assange laisse supposer que Seth Conrad Rich, employé du Comité national démocrate et fervent partisan de Bernie Sanders, pourrait être le lanceur d'alerte en déclarant à la chaîne télévisée néerlandaise Nieuwsuur que « les lanceurs d’alerte doivent faire de grands efforts pour nous transmettre des documents et prennent de très grands risques. Un homme de 27 ans, qui travaillait pour le DNC, a été assassiné d’une balle dans le dos il y a deux semaines, pour des raisons inconnues, alors qu’il marchait dans la rue à Washington ». Newt Gingrich soutient la théorie selon laquelle Seth Rich est le lanceur d'alerte. Seth Rich a été abattu à Washington le 11 juillet 2016 de deux balles dans le dos.
Craig Murray, ancien ambassadeur britannique en Ouzbékistan, confirme avoir reçu les documents compromettant Hillary Clinton de la part d’un démocrate dégoûté par la corruption de la Fondation Clinton et non par un piratage russe,.
En août 2017, Dana Rohrabacher, membre républicain de la Chambre des représentants des États-Unis, déclare dans une interview qu'il voit le piratage du Comité national démocrate comme un « travail de l'intérieur » (Inside job).
En aout 2017, le hacker roumain Marcel Lazar Lehel, alias Guccifer, affirme lors d'une interview à la chaîne Fox News, en se basant sur ses 15 ans d'expérience en cyber-piratage, que les autorités américaines ont orchestré les attaques informatiques survenues lors de la campagne présidentielle aux États-Unis : « Donc je pense que Guccifer 2.0 est une opération interne... Guccifer 2.0 est un montage (something made) par quelques gens du département d'État. Par des gens du commandement cybernétique de la NSA, et des gens du projet Vault 7 de la CIA ». D'après lui, les hackers des services secrets russes sont trop professionnels (more skillful than this) pour laisser des traces pointant vers la Russie.
Cependant, d'après le site Vice, Guccifer 2.0 pourrait être lui-même russe, et ses déclarations seraient un contre-feu lancé par les russes pour couvrir leur piratage. En effet, lorsque le journaliste de Vice a interviewé par tchat Guccifer, son roumain a été jugé non natif par des personnes parlant le roumain, et le journaliste a estimé suspect la volonté de Guccifer d'écourter les échanges.
Autres
Julian Assange, fondateur de WikiLeaks, a déclaré que "la Russie ni aucun acteur étatique" n'était impliqué dans les fuites,,, et qu'un « ado de 14 ans pouvait avoir piraté Podesta ». Ce que Donald Trump a repris en déclarant que ce piratage pouvait avoir été commis par « un pirate amateur et obèse depuis son lit », tout en acceptant les conclusions des agences de renseignement.
En août 2017, Julian Assange affirme avoir des preuves que les emails qu'il a divulgués pendant la campagne présidentielle ne proviennent pas des russes. Il promet des informations complémentaires sur les fuites dans un proche avenir.

### Une théorie du complot
En juillet 2016, Donald Trump déclare au sujet de l'ingérence russe que « c'est l'une des théories du complot les plus étranges que j'ai jamais entendue ! ». Le 12 décembre 2016, il twitte : « pouvez-vous imaginer si les résultats de l'élection avaient été l'inverse et si nous essayions de jouer la carte de la Russie/CIA. Ce serait qualifié de théorie du complot ! ». Le réalisateur conspirationniste Alex Jones a déclaré à ce sujet qu'« absolument aucune preuve n'a été produite pour étayer la théorie du complot ».
Conspiracy Watch relève une « configuration rare où des médias notoirement complotistes s’émeuvent des soupçons de piratage qui pèsent sur la Russie de Vladimir Poutine en les raillant comme une simple « théorie du complot ». Ainsi les médias russes RT ou Sputnik, le site néoconservateur Dreuz.info (qui diagnostiqua un « délire conspirationniste » chez Hillary Clinton) ou encore Alex Jones, pape du complotisme ultra-conservateur américain et fervent soutien de Trump ». Rudy Reichstadt note par ailleurs que « sur la complosphère: les théories du complot les plus saugrenues [y] sont allégrement développées tout au long de l'année mais l'hypothèse que le Kremlin ait pu influencer les élections américaines est rejetée avec la dernière énergie, malgré les éléments troublants qui ont été portés sur la place publique ». Il explique ce paradoxe en notant que « le conspirationnisme est aux antipodes du doute méthodique et du libre examen »,.

### Mise en avant d'une éventuelle ingérence russe pour atteindre divers objectifs

#### Pour ne pas parler des e-mails fuités
En juillet 2016, Julian Assange estime qu'accuser la Russie de piratage informatique est une manœuvre de diversion, afin de ne pas parler du contenu des emails d'Hillary Clinton. Alors que Julian Assange est accusé de faire le jeu de Moscou en publiant les emails piratés, le journaliste Glenn Greenwald affirme que « les démocrates ont adopté une rhétorique maccarthysme de la Guerre Froide » qui « essaye d’insinuer que tout personne qui s’oppose aux Clinton est un agent russe, alors que ce sont les Clinton qui ont des liens avec la Russie ».
En décembre 2016, le journaliste américain Eric Margolis déclare qu'« ils ont tenté de cacher le fait honteux que le Parti démocrate a truqué la candidature pour exclure un candidat honnête, le sénateur Bernie Sanders. C'était le scandale, pas des balivernes sur des machines à voter vaudou et des peurs rouges »,.

#### Pour expliquer la défaite d'Hillary Clinton
Le 11 décembre 2016, dans l’émission Fox News Sunday, Donald Trump déclare que « les démocrates sortent ça parce qu’ils ont subi une des plus grandes défaites de l’histoire politique de ce pays. […] C’est seulement une autre excuse. Je n’y crois pas. »
Le Quotidien estime qu'« en se focalisant sur cette éventuelle implication russe, on en oublie les réelles causes de la défaite d’Hillary Clinton (...) Cette polémique évite ainsi de se demander comment «la femme la plus qualifiée pour ce job» a pu perdre ».
En décembre 2016, Florian Philippot estime qu'accuser la Russie d'être intervenue dans l'élection présidentielle américaine est « une attitude de mauvais perdant ».
Pour le journal en ligne Contrepoints, il semblerait que « la nouvelle paranoïa anti-russe » serve de « diversion pour détourner l’attention des vraies raisons de l’échec d’Hillary Clinton, échec d’autant plus cuisant et humiliant que tout le monde la voyait déjà présidente, et que son adversaire se caractérise surtout par son incompétence politique absolue ».

#### Pour saboter l'élection de Donald Trump
Le 15 juin 2016, le journal le Figaro rapporte que selon des sources, le Washington Post « exagère des soupçons de piratage russe pour mettre en difficulté le candidat républicain ».
Le 22 octobre 2016, Jean-Paul Baquiast déclare sur Mediapart qu'affirmer que « Donald Trump bénéfice des piratages russes et n'est donc qu'une « puppet » (marionnette) de Poutine, permet de détourner de lui de nombreux électeurs horrifiés de sa trahison » et ajoute que « l'establishment américain est si inquiet de ce que pourrait être une victoire de Trump qu'il n'hésite pas à employer tous les « coups tordus » contre lui. La pseudo révélation du hacking russe en fait partie ».
Le 6 janvier 2017, le journaliste canadien Loïc Tassé évoque la possibilité de motifs secrets pour expliquer le comportement des services secrets américains en évoquant que les déclarations de Donald Trump pour « réorganiser les services secrets américains, la CIA en particulier. Il est probable que cela dérange. D’autre part, les dirigeants de l’OTAN s’acharnent contre la Russie depuis plusieurs années. Les liens que Trump veut rétablir avec la Russie ne font manifestement pas l’affaire de certains intérêts militaires et industriels ».
En août 2017, Dana Rohrabacher, membre républicain de la Chambre des représentants des États-Unis, soutient que le piratage du DNC est interne et que « si cette information devient publique, le peuple américain sera indigné qu'on lui ait fait perdre son temps ». Cette histoire qu'on leur a rabâchée sans cesse, selon laquelle les « Russes s'étaient entendus avec Donald Trump, est une tentative (...) de passer outre leur vote. Quand les Américains se rendront compte qu’il s’agit d’une escroquerie pour s’emparer du pouvoir, ils seront furieux. ».